# Яблуницька мала гідроелектростанція
Яблуницька гідроелектростанція — дериваційна гідроелектростанція, що діяла з 50-х до 90-х років XX століття. Час і природні стихії зруйнували її майже повністю. Відновлена восени 2009 року. Охоплює території Верховинського райну Івано-Франківської області та Путильського району Чернівецької області.

## Історія
Яблуницька гідроелектростанція запроєктована інститутом «Укргіпросільенерго» e 1950-х роках, а у 1961 році була введена в експлуатацію.
У 1973 році на ГЕС сталася пожежа. Після цього її вже не відновлювали. Після зупинки Яблуницької гідроелектростанції було демонтовано обладнання.
Відновлювальні роботи з модернізації та технічного переоснащення Яблуницької гідроелектростанції розпочалися у 2007 році асоціацією «Новосвіт». 
Вінницька асоціація «Новосвіт» інвестувала 8,5 млн грн. на відбудову, з них на обладнання майже 2,5 млн грн.
При максимальному пропуску води через турбіни електростанція вироблятиме до 700 тис. кВт електроенергії на місяць.